# Göteborg–Newcastle

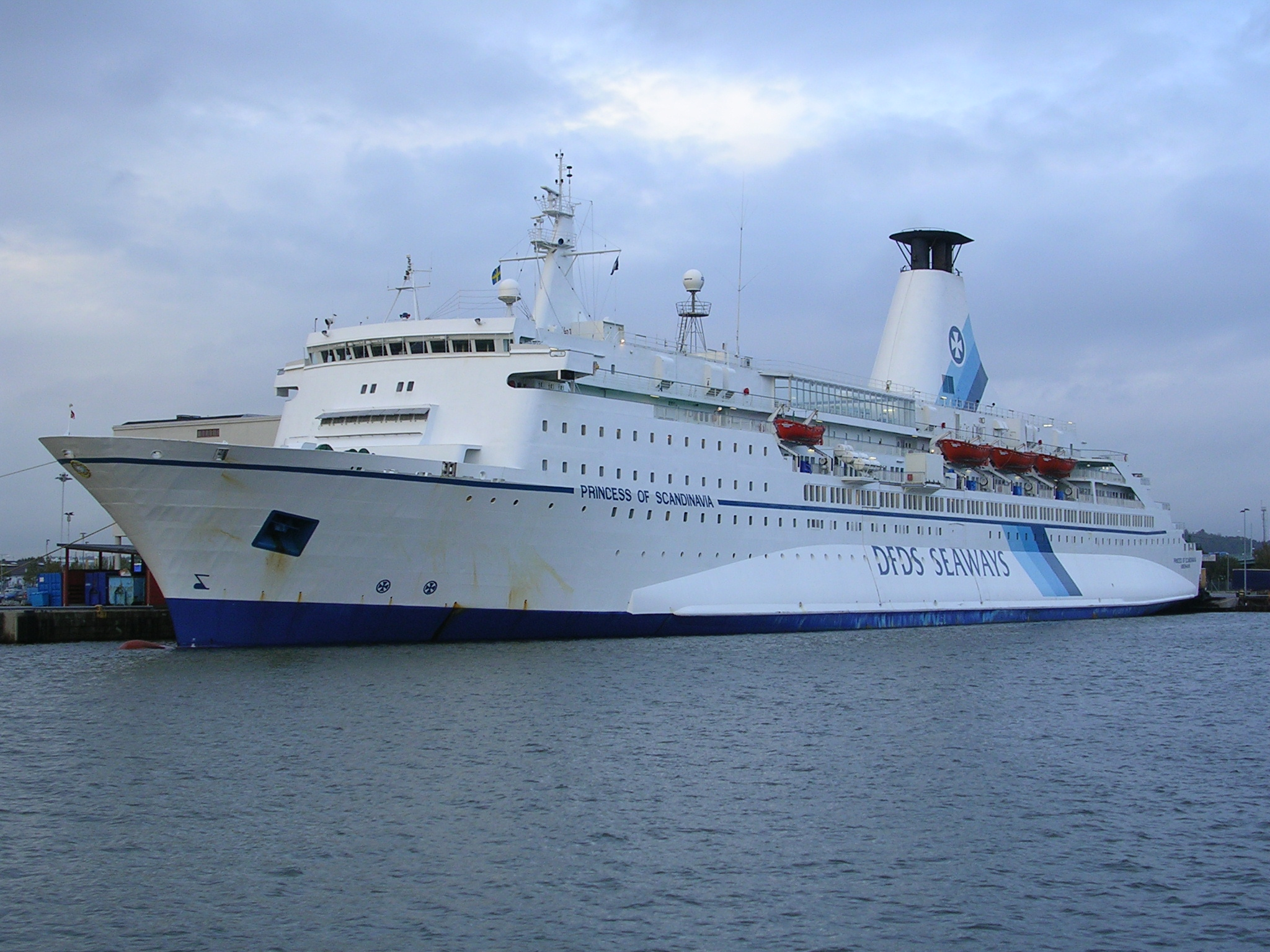
M/S Princess of Scandinavia.

Göteborg–Newcastle var en bilfärjelinje mellan Göteborg i Sverige och North Shields utanför Newcastle i Storbritannien. Överfartstid var 26 timmar och det gick år 2006 två avgångar per vecka, onsdagar och söndagar från Göteborg, samt måndagar och torsdagar från Newcastle.
Linjen lades ned i november 2006. Som orsak angavs färre passagerare (konkurrens från lågprisflyg) och högre bränslepriser. Båtresenärer hänvisades i stället till att i stället åka via Esbjerg i Danmark eller Amsterdam i Nederländerna., alternativt följa med som passagerare i lastfartyg mellan Göteborg och Tilbury.
Färjan stannade till i Kristiansand i Norge, dit det tog 6:30 timmar. Det fanns en tredje avgång Göteborg–Kristiansand som avgick på fredagskvällar och åter till Göteborg på lördagsförmiddagar. Avgångar från Newcastle stannade även de i Kristiansand, tisdag och fredag. Rederiet var DFDS Seaways, fartyget M/S Princess of Scandinavia.
Hamn i Göteborg var de sista åren i Frihamnen på Norra Älvstranden. I North Shields lade båten till på norra sidan av floden Tyne, cirka 2 kilometer från kusten, något öster om Tynetunneln. Det är cirka 10 kilometer från centrala Newcastle. I Kristiansand lade båten till centralt, bakom järnvägsstationen.

### Fotnoter
1. ↑  Ludvig Holmberg (13 september 2018). ”Englandsbåten lägger ut för sista gången” (på svenska). Aftonbladet. https://www.aftonbladet.se/resa/a/VR6lR3/englandsbaten-lagger-ut-for-sista-gangen. Läst 12 december 2018.
2. ↑  Per Johnsson (10 oktober 2007). ”Sjövägen till London” (på svenska). Aftonbladet. https://www.svd.se/sjovagen-till-london. Läst 12 december 2018.